# Weltmeisterschaften 1940
Als Weltmeisterschaft 1940 oder WM 1940 bezeichnet man folgende Weltmeisterschaften, die im Jahr 1940 stattgefunden haben:
- Baseball-Weltmeisterschaft 1940
- Snookerweltmeisterschaft 1940